# Convenția primarilor
Convenția primarilor  reprezintă principala mișcare europeană în care sunt implicate autoritățile locale și regionale ce se angajează în mod voluntar pentru creșterea eficienței energetice și utilizarea surselor de energie regenerabilă în teritoriile lor. Prin angajamentul lor, semnatarii Convenției își propun atingerea și depășirea obiectivului Uniunii Europene de reducere cu 20% a emisiilor de CO2 până în 2020.
După adoptarea în 2008 a pachetului legislativ al Uniunii Europene privind clima și energia, Comisia Europeană a lansat Convenția primarilor pentru a susține și sprijini eforturile depuse de autoritățile locale în punerea în aplicare a politicilor privind energia durabilă.
Având în vedere caracteristicile sale unice - singura mișcare de acest tip care mobilizează actori locali și regionali în jurul îndeplinirii obiectivelor UE – Convenția primarilor a fost descrisă de instituțiile europene ca fiind un model excepțional de guvernanță pe mai multe niveluri.

## Semnatarii Convenției Primarilor
Autoritățile europene locale de toate dimensiunile - de la mici sate la capitale și zone metropolitane – sunt eligibile pentru a adera în calitate de semnatari ai Convenției Primarilor.
Orașele și celelalte zone urbane dețin un rol esențial în atenuarea schimbărilor climatice, dat fiind că acestea consumă trei sferturi din energia produsă în Uniunea Europeană și sunt responsabile pentru un procent similar din emisiile de CO2. Autoritățile locale sunt, de asemenea, cel mai bine plasate pentru a schimba comportamentul cetățenilor și a aborda chestiunile legate de climă și energie în mod exhaustiv, mai ales prin concilierea intereselor publice și private și prin integrarea chestiunilor privind energia durabilă în obiectivele globale de dezvoltare locală.
Aderarea la Convenția primarilor reprezintă o oportunitate pentru autoritățile locale de a-și consolida eforturile de reducere a CO2 depuse în teritoriul lor, de a beneficia de sprijin și recunoaștere europeană și de a face schimb de experiență cu omologii europeni.

## Angajamentele oficiale
Domeniul de acțiune al Convenției primarilor se extinde dincolo de o simplă declarație de intenții. Într-adevăr, pentru a atinge țintele ambițioase de reducere a CO2 pe care le-au stabilit ei înșiși, semnatarii Convenției se angajează să urmeze o serie de pași și să accepte să întocmească rapoarte și să fie monitorizați în privința acțiunilor pe care le pun în practică. Într-un cadru de timp predefinit, aceștia se angajează oficial:
- să dezvolte structuri administrative adecvate, inclusiv să aloce resurse umane suficiente în vederea punerii în practică a acțiunilor necesare;
- să elaboreze un inventar de referință al emisiilor;
- să transmită un plan de acțiune privind energia durabilă în maximum un an de la aderarea oficială la inițiativa Convenția primarilor, care să includă măsuri concrete menite să conducă la reducerea cu cel puțin 20% a emisiilor de CO2 până în 2020;
- să transmită un raport de implementare cel puțin o dată la doi ani după transmiterea planului lor de acțiune privind energia durabilă, pentru evaluare, monitorizare și verificare.

Pentru a îndeplini nevoia esențială de a mobiliza părțile interesate la nivel local în elaborarea planurilor de acțiune privind energia durabilă, semnatarii se angajează și:
- să împărtășească experiențele și know-how-ul cu alte autorități locale;
- să organizeze zile locale ale energiei pentru a-i sensibiliza pe cetățeni în privința dezvoltării durabile și a eficienței energetice;
- să participe sau să contribuie la ceremonia anuală, la atelierele de lucru și la întâlnirile grupurilor de discuții ale Convenției primarilor;
- să transmită mai departe mesajul Convenției în forurile corespunzătoare și, în special, să îi încurajeze pe ceilalți primari să adere la Convenție;

## Planurile de acțiune privind energia durabilă
Pentru a atinge și depăși obiectivele ambițioase ale Uniunii Europene privind energia și clima, semnatarii Convenției primarilor se angajează să elaboreze un plan de acțiune privind energia durabilă (PAED) în maximum un an de la aderarea la inițiativă. Acest plan de acțiune, aprobat de Consiliul local, descrie activitățile și măsurile prevăzute de semnatari în vederea îndeplinirii angajamentelor asumate, precum și calendarele și responsabilitățile atribuite.
Diverse materiale de sprijin tehnic și metodologic (inclusiv „Ghidul PAED”  și formularul-model, rapoartele privind metodologiile și instrumentele existente etc.) oferă îndrumare practică și recomandări clare în privința întregului proces de elaborare a PAED. În baza experienței practice a autorităților locale și elaborat în strânsă colaborare cu Centrul Comun de Cercetare al Comisiei Europene, acest pachet de sprijin pune la dispoziția semnatarilor Convenției principiile cheie și o abordare pas cu pas. Toate documentele pot fi descărcate din biblioteca de pe site-ul web www.eumayors.eu.

## Coordonare și sprijin

### Coordonatorii și suporterii Convenției
Semnatarii Convenției nu dețin întotdeauna instrumentele și resursele adecvate pentru a elabora inventarul de referință al emisiilor și planul aferent de acțiuni privind energia durabilă sau pentru a finanța acțiunile prevăzute în acesta din urmă. Astfel, provinciile, regiunile, rețelele și grupurile de municipalități dețin un rol esențial în acordarea de sprijin semnatarilor, astfel încât aceștia să își poată onora angajamentele.
Semnatarii Convenției sunt autorități publice de la diverse niveluri de guvernanță (național, regional, provincial) care acordă îndrumare strategică semnatarilor, dar și sprijin financiar și tehnic pentru elaborarea și implementarea planurilor lor de acțiune privind energia durabilă. Comisia face distincția între coordonatorii teritoriali, care sunt autoritățile subnaționale descentralizate – inclusiv provinciile, regiunile și grupurile publice de municipalități – și coordonatorii naționali, care sunt organismele naționale publice – inclusiv agențiile naționale și ministerele din domeniul energiei.
Suporterii Convenției sunt rețele europene, naționale și regionale și asociațiile de autorități locale care profită de activitățile lor de lobby, de comunicare și de stabilire de conexiuni pentru a promova inițiativa Convenția primarilor și a sprijini angajamentele asumate de semnatarii acesteia.

### Oficiul pentru Convenția primarilor
Oficiul pentru Convenția primarilor (OPC) acordă zilnic asistență pentru promovare și asistență tehnică și administrativă semnatarilor și părților implicate în Convenție. Acesta este gestionat de un consorțiu de rețele de autorități locale și regionale și este condus de Energy Cities, din care fac parte Climate Alliance, CEMR, Eurocities și Fedarene. CoMO este finanțat de Comisia Europeană și este responsabil cu coordonarea globală a inițiativei.

### Instituțiile Uniunii Europene
Pentru a sprijini elaborarea și implementarea planurilor de acțiune privind energia durabilă ale semnatarilor, Comisia Europeană a contribuit la dezvoltarea facilităților financiare care se adresează îndeosebi semnatarilor Convenției primarilor, printre care facilitatea Asistență europeană pentru energie locală (ELENA), creată în cooperare cu Banca Europeană de Investiții, pentru proiecte la scară mare, și ELENA-KfW, creată în parteneriat cu grupul german KfW, care oferă o abordare complementară în vederea mobilizării investițiilor durabile ale municipalităților mici și mijlocii.
Pe lângă sprijinul oferit de Comisia Europeană, Convenția beneficiază de sprijin instituțional deplin și din partea Comitetului Regiunilor, care a sprijinit inițiativa încă de la început, din partea Parlamentului European, unde au fost găzduite primele două ceremonii de semnare, precum și din partea Băncii Europene de Investiții, care acordă asistență autorităților locale în eliberarea potențialului lor de investiții.

### Centrul Comun de Cercetare
Centrul Comun de Cercetare al Comisiei Europene este responsabil cu acordarea de sprijin tehnic și științific inițiativei. Acesta lucrează în strânsă colaborare cu Oficiul pentru Convenția primarilor, oferind semnatarilor îndrumări tehnice clare și formulare-model, atât pentru îndeplinirea angajamentelor acestora în cadrul Convenției primarilor, cât și în vederea monitorizării implementării și a rezultatelor.

## A se vedea și
- Uniunea Europeană
- Energie regenerabilă